# Матс Кеттільмундссон
Матс (Маттіас) Кеттільмундссон (*Mats Kettilmundsson, бл. 1280 — 11 травня 1326) — регент Швеції у 1318—1319 роках. Правив між часом королювання Бірґера Маґнруссона та Маґнуса IV.

## Життєпис
Походив з аристократичної родини Уппланду. Відзначився під час походу регента Торґільса Кнутссона проти Новгородської республіки у 1299 році. Шведи тоді билися з новгородцями на річці Неві. Матс Кеттільмундсон переміг декілька ворожих вояків у герці. 1301 році заслужив повагу як звитяжний вояк під оборони фортеці Ландскрона.
У 1302 році стає увійшов до почту, став лицарем Еріка Маґнуссона, герцога Седерманланду. У 1304 році бився на боці Еріка Маґнуссона проти короля Бірґера, після чого разом зі своїм сеньйором втік до Норвегії. У 1305 році після повернення до Швеції та замирення Еріка Маґнуссона з королем, Матс отримав маєтність Колсетер.
У 1306 році брав активну участь у захоплені короля Бірґера. У 1309 році у складі об'єднаного шведського війська бився проти коаліції Норвегії та Данії, звитяжив у битві при Нючепінзі. У 1310—1314 роках Матс Кеттільмундссон брав участь у численних змовах Еріка Маґнуссона проти короля Біргера.
Після вбивства у 1317 році королем братів Еріка та Вальдемара Магнуссонів, Матс Кеттільмундссон у грудні підняв повстання проти Бірґера. На чолі західногеталандських військ взяв в облогу фортецю Нючепінґ. Вже червні Інґеборґа, удова Еріка Маґнуссона, в Скарі оголосила Кеттільмундссона рікетсдротсом (на кшталт сенешаля) і капітаном королівства. Слідом за цим було повалено короля Бірґера. 27 червня Матс Кеттільмундссон призначається регентом королівства.
Того ж року зумів розбити данські війська в Сконії у битві 1 листопада, які йшли на допомогу королю Бірґеру. Полонених було страчено в Стокгольмі. Регент зайняв острів Ґотланд, чим припинив останні спроби Бірґера повернути корону. Водночас багато зробив для відновлення династії на троні Швеції. В травні 1319 року королем Норвегії став син Еріка Маґнуссона — Маґнус. 8 липня 1319 року останній стає королем, а Матс Кеттільмундссон склав обов'язки регента.
Залишався на посаді ріксдротса в перші роки правління короля Маґнуса IV. Але у 1322 році після конфлікту з матір'ю короля Інґеборґою, відмовився від посади. Того ж року призначається капітаном Фінляндії. 12 серпня 1323 року в Шліссельбурзі уклав мирну угоду від імені короля з Новгородською республікою (підписав посадник Варфоломій Юрійович), встановивши кордон між Швецією і Новгородом на Карельському півострові: між містами Улофсборґ і Куопіо. Керував цією шведською провінцією до самої смерті у 1326 році. Помер ймовірно у м. Або (сучасне Турку).

## Родина
Дружина — Адельґейда.
Дітей не було